# Chlum (Pšov)
Chlum (německy Klum) je malá vesnice, část obce Pšov v okrese Karlovy Vary v Karlovarském kraji. Nachází se asi 4,5 kilometru jihovýchodně od Pšova. Chlum leží v katastrálním území Chlum u Novosedel o rozloze 11,18 km².

## Historie
Ves ležící na severovýchodním úbočí Chlumské hory vznikla v roce 1115. Domy jsou seskupeny do nepravidelného čtyřúhelníku, kterému dominuje kostel svatého Jiljí.

## Obyvatelstvo
Při sčítání lidu v roce 1921 zde žilo 296 obyvatel (z toho 130 mužů), z nichž byl jeden Čechoslovák, 294 Němců a jeden cizinec. Až na dva židy se hlásili k římskokatolické církvi. Podle sčítání lidu z roku 1930 měla vesnice 295 obyvatel: 292 Němců a tři cizince. Kromě římskokatolické většiny zde žili dva evangelíci, jeden žid a jeden člověk bez vyznání.
| Rok            | 1869 | 1880 | 1890 | 1900 | 1910 | 1921 | 1930 | 1950 | 1961 | 1970 | 1980 | 1991 | 2001 | 2011 | 2021 |
| -------------- | ---- | ---- | ---- | ---- | ---- | ---- | ---- | ---- | ---- | ---- | ---- | ---- | ---- | ---- | ---- |
| Počet obyvatel | 351  | 377  | 351  | 309  | 308  | 296  | 295  | 146  | 134  | 87   | 72   | 44   | 36   | 57   | 43   |
| Počet domů     | 61   | 62   | 60   | 59   | 60   | 60   | 60   | 40   | 32   | 27   | 23   | 23   | 24   | 28   | 28   |

## Obecní správa
Při sčítání lidu v letech 1869–1950 Chlum byl samostatnou obcí, se kterým patřil nejprve do okresu Žlutice, ale v roce 1950 v okrese Toužim. V letech 1961–1979 byl částí obce Novosedly v okrese Karlovy Vary. Od 1. července 1979 je částí obce Pšov v okrese Karlovy Vary. V roce 1950 k obci patřil Domašín.

## Pamětihodnosti
- Jednolodní gotický kostel svatého Jiljí ze 14. století, později barokně přestavěný
- Venkovský dům čp. 1, tvořený bývalou fořtovnou a menším hospodářským stavením, je původně pozdně barokní stavba s klasicistními a drobnými novodobými úpravami. Památková hodnota spočívá v zachování všech stavebních fází a historických konstrukcí.[11]
- Na severním okraji vesnice stojí sousoší Nejsvětější Trojice z roku 1836.[5]
- Poblíž brány ve hřbitovní zdi stojí barokní socha svatého Jana Nepomuckého z roku 1832.[5][12]
- Významným krajinným prvkem je stolová Chlumská hora s přírodní rezervací.